# ЖКТ Мгамбо
ЖКТ Мгамбо (англ. JKT Mgambo) — професіональний танзанійський футбольний клуб, який виступає в Прем'єр-лізі, вищому футбольному дивізіоні чемпіонату Танзанії. Домашні матчі проводить на стадіоні «Мкваквані» в місті Танга, який вміщує 10 000 глядачів.